# Вацлав Ербен
Вацлав Ербен (на чешки: Václav Erben) е чехословашки писател, автор на произведения в жанровете криминален роман, исторически роман и детска литература.

## Биография и творчество
Вацлав Ербен е роден на 2 ноември 1930 г. в град Наход (Чехия), Чехословакия. Завършва средното си образование в Търговската академия в Наход и специалност драматургия и театър и радио режисура в Академията за сценични изкуства в Прага.
След дипломирането си в периода 1952 – 1953 г. работи като помощник-режисьор в радио Острава. В периода 1953 – 1955 г. отбива военната си служба в Южна Моравия като е сътрудник и на чешкия литературен фонд. След това работи като журналист, редактор, а периода 1977 – 1990 г. е драматург във Филмовото студио „Барандов“.
В периода 1947 – 1989 г. е член на Комунистическата партия на Чехословакия. След Пражката пролет и съветската окупация на Чехословакия през август 1968 г. и последвалата нормализация, става активен в политиката на военна сигурност на комунистическата държава. След нежната революция се включва в политическия живот и става член на Чешката социалдемократическа партия, като в периода 1993 – 1996 г. е неин говорител. През 1996 г. неуспешно се кандидатира за сената. В периода 1997 – 2000 г. е член на Чешкия съвет за телевизия.
Започва да пише от средата на 60-те години с истории, написани първо за радио Острава. Първият му сборник с разкази „Bez civilu“ е публикуван през 1961 г.
Става известен с поредицата си за детектива капитан Екснер, от която първият роман „Poklad byzantského kupce“ е издаден през 1964 г. Някои от криминалните му романи са екранизирани в чешки телевизионни филми.
През ноември 1989 г. става председател на Чешката асоциация на писателите на криминалната литература.
Вацлав Ербен умира на 19 април 2003 г. в Добриш, Чехия.
Дъщеря му Петра Бузкова е политик и депутат.

## Произведения

### Самостоятелни романи
- Adéla (1962) – новела
- Srdce nebylo zasaženo (1963)
- Týden žurnalisty Korina (1971)
- Paměti českého krále Jiříka z Poděbrad (1974, 1977, 1981) – 3 части
- Trapný konec rytíře Bartoloměje (1984)
- Podivuhodný oddechový čas Richarda Bartoně (1988)

### Серия „Капитан Михал Екснер“ (kpt. Michal Exner)
1. Poklad byzantského kupce (1964)
2. Znamení lyry (1965)
Знамението на лирата, изд. Държавно военно издателство (1967), прев. Евдокия Йорданова
3. Bláznova smrt (1967) издаден и като „Smrt Jana Krempy“
4. Vražda pro zlatého muže (1969)
5. Efektivně mrtvá žena (1970)
6. Na dosah ruky (1971)
7. Pastvina zmizelých (1971)
8. Osamělý mrtvý muž (1975)
Самотният мъртъв мъж, изд.: „Хр. Г. Данов“, София (1982), прев. Васил Самоковлиев
9. Smrt talentovaného ševce (1978)
10. Denár v dívčí dlani (1980)
11. Poslední pád Mistra Materny (1987)
12. Trable anglického šlechtice v Čechách (1991)
13. Dialogy pro klarinet, cimbál a bicí nástroje (1995)
14. Vražda ve společnosti Consus (2001)

### Сборници
- Bez civilu (1961) – военни разкази

### Детска литература
- Šest pohádek od Václava Erbena (1989) – приказки
- O strašidlech (2002) – приказки

### Екранизации
- 1966 Poklad byzantského kupce – с участието на Иржи Вала
- 1973 Bláznova smrt – с участието на Питър Коска
- 1979 Cas pracuje pro vraha – по „Efektivně mrtvá žena“, с участието на Франтишек Немец
- 1983 Smrt talentovaného sevce – с участието на Иржи Кодет
- 1986 Dialogy pro klarinet, cimbál a bicí nástroje – с участието на Карел Херманек
- 1987 Pavucina – сценарий